# Astaena peruensis
Astaena peruensis är en skalbaggsart som beskrevs av Frey 1973. Astaena peruensis ingår i släktet Astaena och familjen Melolonthidae. Inga underarter finns listade.